# Chinese Super League 2005
Die Chinese Super League 2005 war die 2. Spielzeit der höchsten chinesischen Spielklasse im Fußball der Männer. Sie wurde am 2. April 2005 eröffnet und endete am 5. November 2005.
Die Anzahl der teilnehmenden Mannschaften wurde im Vergleich zur Vorsaison durch die Aufsteiger Shanghai Zobon und Wuhan Huanghelou auf 14 erhöht und es wurde vor Saisonbeginn festgelegt, dass es keinen Absteiger geben würde. Chinesischer Meister wurde erstmals seit Einführung der Chinese Super League Dalian Shide, das sich am 24. Spieltag mit einem 2:0-Sieg im Heimspiel gegen Wuhan Huanghelou den Titel sicherte.

## Teilnehmer der Saison 2005
| Verein                  | Stadt     | Stadion                        |
| ----------------------- | --------- | ------------------------------ |
| Beijing Hyundai         | Peking    | Arbeiterstadion                |
| Chongqing Lifan         | Chongqing | Yanghe-Stadion                 |
| Dalian Shide            | Dalian    | Jinzhou-Stadion                |
| FC Liaoning             | Yingkou   | Yingkou-Stadt-Stadion          |
| Qingdao Zhongneng       | Qingdao   | Qingdao-Tiantai-Stadion        |
| Shandong Luneng Taishan | Jinan     | Shandong-Provinzstadion        |
| Shanghai International  | Shanghai  | Shanghai-Stadion               |
| Shanghai Shenhua        | Shanghai  | Hongkou-Stadion                |
| Shanghai Zobon          | Shanghai  | Yuanshen Sports Centre Stadium |
| Shenyang Ginde          | Shenyang  | Wulihe-Stadion                 |
| Shenzhen Jianlibao      | Shenzhen  | Shenzhen-Stadion               |
| Sichuan Guancheng       | Chengdu   | Chengdu-Sports-Center-Stadion  |
| Tianjin Teda            | Tianjin   | Teda Stadion                   |
| Wuhan Huanghelou        | Wuhan     | Xinhualu-Stadion               |

Fußnoten
1. ↑  Ab dem 16. Spieltag wurden die Heimspiele im Anshan-Stadt-Stadion in Anshan ausgetragen.
2. ↑  Vom 6. bis zum 10. Spieltag wurden die Heimspiele im Minyuan-Stadion ausgetragen.

## Abschlusstabelle
| Pl. | Verein                      | Sp. | S  | U  | N  | Tore    | Diff. | Punkte |
| --- | --------------------------- | --- | -- | -- | -- | ------- | ----- | ------ |
| 1.  | Dalian Shide                | 26  | 21 | 2  | 3  | 057:180 | +39   | 65     |
| 2.  | Shanghai Shenhua            | 26  | 15 | 8  | 3  | 041:230 | +18   | 53     |
| 3.  | Shandong Luneng Taishan (P) | 26  | 15 | 7  | 4  | 047:300 | +17   | 52     |
| 4.  | Tianjin Teda                | 26  | 14 | 7  | 5  | 048:260 | +22   | 49     |
| 5.  | Wuhan Huanghelou (N)        | 26  | 11 | 9  | 6  | 034:260 | +8    | 42     |
| 6.  | Beijing Hyundai             | 26  | 12 | 4  | 10 | 046:320 | +14   | 40     |
| 7.  | Qingdao Zhongneng           | 26  | 9  | 7  | 10 | 026:310 | −5    | 34     |
| 8.  | Shanghai International      | 26  | 8  | 7  | 11 | 030:320 | −2    | 31     |
| 9.  | Sichuan Guancheng           | 26  | 8  | 5  | 13 | 028:450 | −17   | 29     |
| 10. | FC Liaoning                 | 26  | 7  | 8  | 11 | 034:420 | −8    | 29     |
| 11. | Shanghai Zobon (N)          | 26  | 5  | 7  | 14 | 018:350 | −17   | 22     |
| 12. | Shenzhen Jianlibao (M)      | 26  | 4  | 10 | 12 | 022:420 | −20   | 22     |
| 13. | Shenyang Ginde              | 26  | 4  | 6  | 16 | 019:430 | −24   | 18     |
| 14. | Chongqing Lifan             | 26  | 2  | 7  | 17 | 016:410 | −25   | 13     |

| (M) | Amtierender Meister: Shenzhen Jianlibao                         |
| (P) | Amtierender Pokalsieger: Shandong Luneng Taishan                |
| (N) | Aufsteiger der letzten Saison: Wuhan Huanghelou, Shanghai Zobon |

## Torschützenliste
| Pl. | Spieler        | Mannschaft       | Tore |
| --- | -------------- | ---------------- | ---- |
| 01. | Branko Jelić   | Beijing Hyundai  | 21   |
| 02. | Zou Jie        | Dalian Shide     | 15   |
| 03. | Gilsinho       | Wuhan Huanghelou | 14   |
| 03. | Xie Hui        | Shanghai Shenhua | 14   |
| 04. | Zoran Janković | Dalian Shide     | 13   |
| 05. | Yu Genwei      | Tianjin Teda     | 12   |